# Мадарски коњаник
Мадарски коњаник је велики камени рељеф исклесан на платоу Мадара источно од Шумена у североисточној Бугарској. Рељеф приказује величанственог коњаника 23 m изнад нивоа земље на једној готово вертикалној 100 m високој стени. Коњаник баца копље на лава који лежи испред коњских ногу. Пас трчи за коњаником. 
Овај споменик се обично приписује Протобугарима, номадском племену ратника који су се населили у североисточној Бугарској крајем 7. века, и после мешања са локалним Словенима створили модерну бугарску нацију.
Споменик се датира на 710. а на листи УНЕСКО-ве Светске баштине налази се од 1979.